# Voláč sedlatý rousný
Voláč sedlatý rousný je plemeno holuba domácího, v České a ve Slovenské republice je označovaný též jako český voláč sedlatý rousný. V Německu se toto plemeno nazývá voláč obrácenokřídlý, Verkehrtflügelkröpfer.
Voláč sedlatý rousný je typický vysokonohý voláč: je to velký pták se silnou, vztyčenou postavou a velkým válcovitým voletem, které je ve své dolní části částečně podvázané. Hlava je klenutá s vyšším čelem, oko je vždy tmavé, obočnice jsou jemné, světlé až růžové, černí a modří sedlatí rousní voláči mají zobák černý. Krk je velmi dlouhý a tvoří podklad pro velké vole. Záda jsou přiměřeně široká, zaoblená a dlouhá. Nohy jsou rovné, velmi dlouhé, dosahují délky 16-18 cm a jsou opeřené včetně dlouhých supích per a talířovitě rostlých rousů, které jsou u kvalitních jedinců až 15 cm dlouhé. Délka těla voláče sedlatého rousného je až 44 cm, podobá se pomořanskému voláči, který je o něco větší a nemá vůbec podvázané vole.
Pro sedlatého rousného voláče je typická sedlatá kresba, která vytváří na hlavě tmavou kapku, skvrnu velikosti mandle, která nesmí zasahovat až k očím. Kapku lemuje bílý, asi 1 cm široký pruh táhnoucí se od kořene zobáku přes oči až k týlu. Bílá jsou též křídla, dolní část hrudi, břicho a opeření nohou. Mezi bílými křídly tvoří základová barva na hřbetě sedlo. Sedlatý rousný voláč se chová ve čtyřech barevných rázech: černém, modrém, červeném a žlutém.
Sedlatý rousný voláč je holub vhodný do okrasného chovu, může se chovat volně nebo ve voliérách. Je klidný a sám odchovává holoubata.